# Vakhtang Kolbaia
Vakhtang Kolbaia (géorgien : ვახტანგ ყოლბაია), né le 9 septembre 1952, est un homme politique géorgien. Il a été élu président du conseil suprême d'Abkhazie, qui siège en exil à Tbilissi en raison de la guerre d'Abkhazie.

## Biographie
Natif d'Abkhazie, Kolbaia a obtenu un diplôme en économie de l'Institut des technologies alimentaires de Moscou. Au cours des années 1970 et 1980, il travaille à l'aile jeunesse du parti communiste. Il sera à la tête de l'administration du district de Gali de 1984 à 1990, puis président du comité légal et premier vice-président du conseil suprême de la république autonome d'Abkhazie de 1990 à 1993. Il est en fonction lors de la guerre de sécession ayant forcé l'exil de la faction pro-géorgienne du gouvernement de la République autonome d'Abkhazie à Tbilissi en 1993. Kolbaia est le premier vice-président du gouvernement d'Abkhazie et président de l'administration du district de Gali de 1993 à 1995. Il est également membre du Parlement de Géorgie de 1992 à 2004 et premier vice-président de ce dernier de 1995 à 2004. Il dirige également la délégation géorgienne de l'assemblée parlementaire de l'OSCE de 1996 à 2003 ainsi que la Communauté des États indépendants de 2000 à 2002. 
En 2008, il devient secrétaire général du parti d'opposition Mouvement démocratique - Géorgie unie, dirigé par Nino Bourdjanadze,. Le 8 avril 2013, après la démission de Giorgi Baramia (en), il est élu président du gouvernement en exil d'Abkhazie.
Il est marié et a deux enfants.